# Борис Кляйман
Борис Кляйман (івр. Boris Klaiman, нар. 26 жовтня 1990, Вінниця) — ізраїльський футболіст, воротар клубу «Бейтар» (Єрусалим).
Виступав, зокрема, за клуб «Хапоель» (Тель-Авів), а також національну збірну Ізраїлю.

## Клубна кар'єра

### Хапоель (Кфар-Сава)
Борис Кляйман народився в Вінниці, коли йому виповнилося 10 місяців сім'я Бориса виїхала до Ізраїля. У дитячому віці почав займатися футболом у молодіжній команді «Хапоель» (Кфар-Сава). 15 серпня 2008 року він дебютував у першій команді клубу в нічийному (0:0) поєдинку проти «Хапоеля» (Раанана) у сезоні 2008/09 років. У тому сезоні Борис зіграв 13 матчів у футболці першої команди. 

### Хапоель (Тель-Авів)
Влітку 2009 року Кляйман перейшов до клубу «Хапоель» (Тель-Авів) й одразу ж був орендований на півсезону клубом «Маккабі» (Герцлія). У січні 2010 року він повернувся до «Хапоеля» (Тель-Авів), де став другим воротарем, оскільки саме в цей час Вінсент Еньєама виступав на Кубку африканських націй 2010 року. Борис у цьому сезону не грав за головну команду клубу, але був у заявці команди, яка виграла «золотий дубль». Влітку 2010 року «Хапоель» (Кфар-Сава) орендувала Кляймана, надавши можливість футболістові отримувати постійну ігрову практику. 
Влітку 2011 року Борис повернувся до «Хапоеля» (Тель-Авів), де став дублером Апули Еделя. 31 липня 2011 року Борис дебютував за команду, вийшовши на поле після вилучення основного воротаря, Апули Еделя, у Тель-Авівському дербі. 29 жовтня 2011 року він дебютував у ізраїльській Прем'єр-лізі, вийшовши на заміну у переможному (6:0) матчі проти «Хапоеля» (Рішон-ле-Ціон). Цього сезону Кляйман зіграв 8 матчів, а напркінці його став володарем кубку Ізраїлю. У сезоні 2012/13 років зіграв 10 матчів.
Влітку 2013 року «Хапоель» (Тель-Авів) підписав контракт з Денні Амоса, отож Борис розпочав сезон як другий воротар. Після завершення 3-го туру Амос отримав травму, а Кляйман почав вражати своєю грою, завдяки чому отримав виклик до національної збірної Ізраїлю. Цього сезону Борис зіграв 11 матчів.

### Бейтар (Єрусалим)
7 серпня 2014 року Кляйман підписав 3-річний контракт з «Бейтаром» (Єрусалим). 13 серпня 2014 року Борис дебютував у футболці «Бейтара» у програному (1:2) матчі кубку Тото 2014/15 проти «Хапоель» (Петах-Тіква). 27 жовтня 2014 року в переможному (2:0) матчі проти свого колишнього клубу, тель-авівського «Хапоеля», на 82-ій хвилині поєдику відбив пенальті після невдалого удару у виконанні Ісраеля Загурі. В складі «Бейтара» встиг відіграти за єрусалимську команду 98 матчів в національному чемпіонаті.

## Виступи за збірні
2008 року дебютував у складі юнацької збірної Ізраїлю, взяв участь в 11 іграх на юнацькому рівні, пропустивши 2 голи.
11 серпня 2009 року дебютував за молодіжну збірну Ізраїлю проти однолітків з Сербії. У червні 2013 року брав участь у Молодіжному чемпіонаті Європи, на якому був основним воротарем збірної. Протягом 2009–2012 років залучався до складу молодіжної збірної Ізраїлю. На молодіжному рівні зіграв у 18 офіційних матчах.
4 жовтня 2013 року Кляйман був викликаний до головної збірної країни для участі в матчах проти Португалії та Північної Ірландії
. 2016 року дебютував в офіційних матчах у складі національної збірної Ізраїлю. Наразі провів у формі головної команди країни 1 матч, пропустивши 2 голи.

## Досягнення
- Прем'єр-ліга
  -  Чемпіон (1): 2009/10

- Кубок Ізраїлю
  -  Володар (2): 2009/10, 2010/11